# Etsuko Inōe
Etsuko Inōe (井上悦子?, Inōe Etsuko; 18 ottobre 1964) è un'ex tennista giapponese.
È conosciuta anche come Etsuko Kaneshiro.

## Carriera
In carriera ha vinto 2 titoli nel singolare. Nei tornei del Grande Slam ha ottenuto il suo miglior risultato raggiungendo le semifinali di doppio agli Australian Open nel 1987, in coppia con Patricia Hy.
In Fed Cup ha disputato un totale di 30 partite, ottenendo 13 vittorie e 17 sconfitte.

## Statistiche

### Singolare

#### Vittorie (2)
| Numero | Anno            | Torneo                                 | Superficie | Avversaria in finale | Punteggio |
| 1.     | 23 ottobre 1983 | Japan Open Tennis Championships, Tokyo | Cemento    | Shelley Solomon      | 7-5, 6-2  |
| 2.     | 7 ottobre 1984  | Borden Classic, Tokyo                  | Cemento    | Beth Herr            | 6-0, 6-0  |